# Batalla de Estepona
La batalla de Estepona fue un combate naval ocurrido en 1342 que enfrentó a una flota de la Corona de Aragón dirigida por el almirante Pedro de Moncada contra una flotilla musulmana, con el resultado de una victoria cristiana.
La flota aragonesa había partido de Valencia para colaborar con Castilla en el estrecho de Gibraltar, según lo acordado en el Tratado de Madrid. En aguas de la bahía de Estepona se encontró con trece galeras benimerines, de las que consiguió atrapar a cuatro y hacer embarrancar contra la costa a otras dos. Otras siete galeras musulmanas lograron huir.
Las victorias en las batallas de Estepona, Bullones y Guadalmesí facilitaron a Castilla el inicio del sitio de Algeciras.